# Gollapūdi
Gollapūdi är en ort i Indien.   Den ligger i distriktet Krishna och delstaten Andhra Pradesh, i den södra delen av landet, 1 400 km söder om huvudstaden New Delhi. Gollapūdi ligger 24 meter över havet och antalet invånare är 17 845.
Terrängen runt Gollapūdi är huvudsakligen platt, men åt nordost är den kuperad. Runt Gollapūdi är det tätbefolkat, med 511 invånare per kvadratkilometer. Närmaste större samhälle är Vijayawada, 8,2 km sydost om Gollapūdi. Trakten runt Gollapūdi består till största delen av jordbruksmark.